# Hillary Lindsey
Hillary Lee Lindsey (Washington, 11 de agosto de 1977) é uma cantora e compositora americana. Ela já escreveu músicas com ou para diversos artistas, incluindo Michelle Branch, Faith Hill, Martina McBride, Shakira, Lady A, Gary Allan, Sara Evans, Carrie Underwood, Kellie Pickler, Bon Jovi, Taylor Swift, Lady Gaga, Tim McGraw e Luke Bryan. Em 2006 e 2016, Lindsey ganhou dois prêmios Grammy na categoria Best Country Song por "Jesus, Take the Wheel" de Carrie Underwood e "Girl Crush" de Little Big Town, respectivamente.
Em 2011, ela recebeu uma indicação ao Oscar na categoria de Melhor Canção Original por "Coming Home", interpretada por Gwyneth Paltrow na trilha sonora do filme Country Strong. Nesse mesmo ano, "Coming Home" também foi indicada ao Globo de Ouro na categoria de Melhor Canção Original, juntamente com "There's a Place for Us", tornando Lindsey uma dupla indicada em 2011. Até 2018, ela acumulava 20 singles que alcançaram o primeiro lugar nas paradas como compositora. Lindsey conquistou seu terceiro Grammy com a canção "I'll Never Love Again", parte da trilha sonora do filme Nasce Uma Estrela (2018).
Além disso, ela foi indicada três vezes ao Grammy na categoria Canção do Ano por seu trabalho nas canções "Jesus, Take the Wheel", "Girl Crush" e "Always Remember Us This Way".

## Biografia
Hillary Lindsey cresceu em Washington, Geórgia. Ela é filha de Ricky e Kathy Lindsey. Seu pai era baterista.
Lindsey começou a compor músicas aos dois anos de idade. Ainda criança, cantava no coral de sua igreja e, aos oito anos, ganhou seu primeiro prêmio no Kiwanis Talent Showcase local. Ela também venceu competições de canto organizadas pelo 4-H e integrou o grupo de artes performáticas itinerante da instituição, chamado Clovers & Co.
Após se formar na escola pública Washington-Wilkes Comprehensive, em 1994, Lindsey mudou-se para Nashville para estudar na Escola de Negócios da Música da Belmont University.

## Carreira
Hillary Lindsey assinou seu primeiro contrato de publicação durante seu último ano na Belmont University, em 1997. Posteriormente, ela foi contratada como artista pela Sony Music, mas foi dispensada pela gravadora após três meses.
Hillary Lindsey compartilha a história de uma colega de quarto, que estagiava em uma gravadora e levou uma de suas fitas para o trabalho. Essa fita foi compartilhada entre editores, e Lindsey rapidamente assinou com a Famous Music Publishing. Em seu primeiro ano como compositora, ela conseguiu oito gravações de suas músicas. Seu primeiro grande sucesso veio em 2002 com "Blessed", de Martina McBride, que alcançou o primeiro lugar nas paradas. Nesse mesmo ano, sua música "This Mystery" (coescrita com Troy Verges e Brett James) foi um sucesso número um nos Países Baixos na versão traduzida para o holandês, "Lopen op het Water" ("Caminhando sobre a água"), gravada pelo cantor Marco Borsato em homenagem ao casamento do então príncipe herdeiro Willem Alexander com Máxima Zorreguieta.
Onze de seus sucessos como compositora foram gravados por Carrie Underwood, incluindo "Jesus, Take The Wheel", "Wasted", "So Small", "Just A Dream", "Last Name" e "Two Black Cadillacs". Mais de 30 milhões de discos com suas composições já foram vendidos. Lindsey também teve duas músicas apresentadas na série de TV da ABC Nashville: "Telescope", interpretada por Hayden Panettiere, e "Change Your Mind", interpretada por Clare Bowen e Sam Palladio.
Em 2020, Lindsey foi eleita Compositora do Ano pela Academy of Country Music, sendo a segunda mulher na história a receber essa honraria. Sua amizade com as compositoras Lori McKenna e Liz Rose resultou em uma parceria chamada The Love Junkies. O trio colaborou em canções para artistas como Little Big Town e Lady Gaga, incluindo "Girl Crush", que ganhou o Grammy de Melhor Canção Country em 2015. Em 2021, lançaram o podcast Love Junkies Radio. Até 2016, as três mulheres, juntas ou separadamente, tinham mais de 50 milhões de músicas vendidas.

Em 2020, Lindsey assinou um contrato de co-publicação com a Concord Music Publishing, que incluiu uma parceria para descobrir e desenvolver novos artistas.